# Gare d'Almásfüzitő
La gare d'Almásfüzitő (en hongrois : Almásfüzitő vasútállomás) est une halte ferroviaire hongroise, située à Almásfüzitő.